# Högbacka

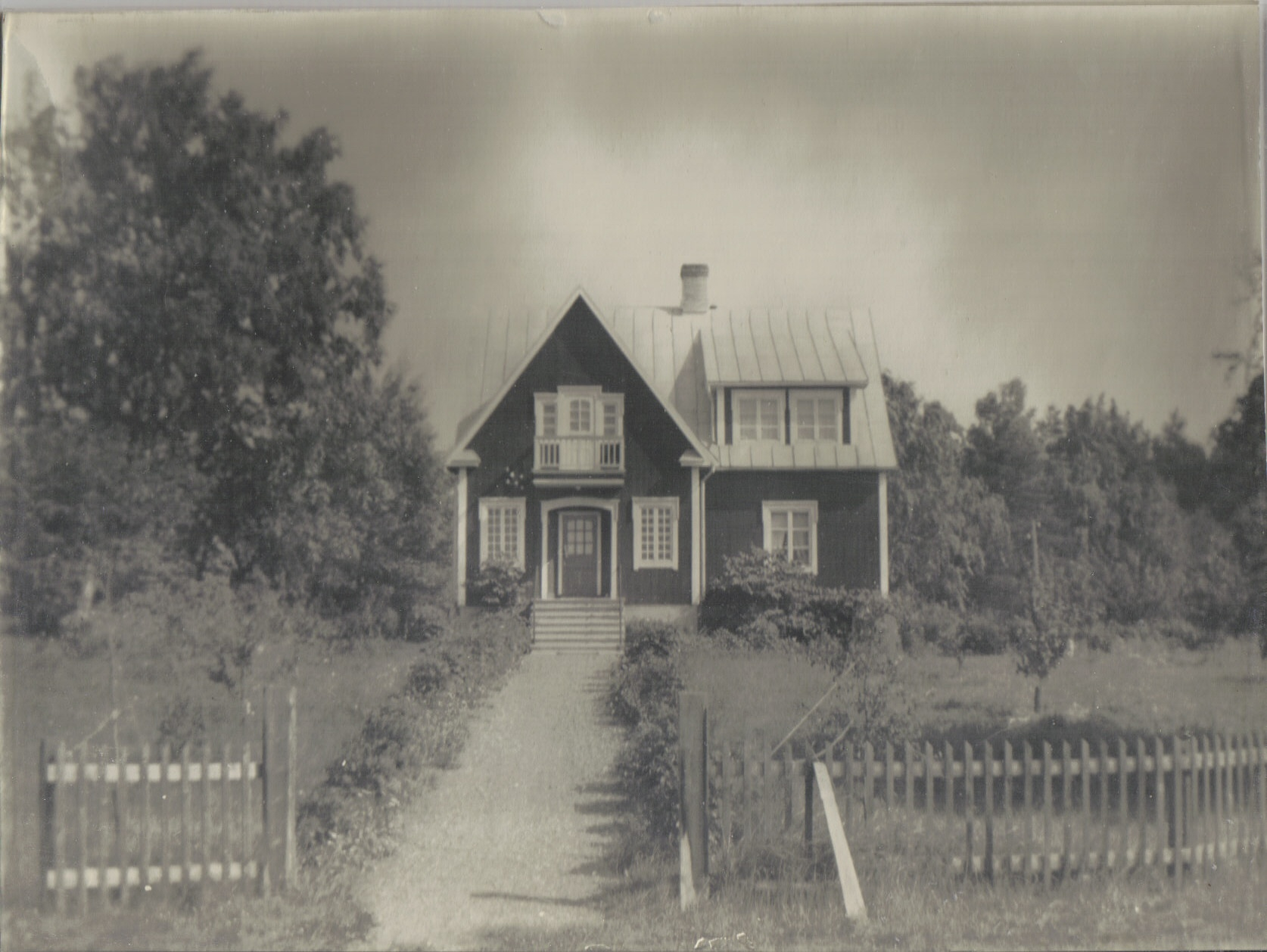
Ett foto av huset kring 1940.

Högbacka var en pälsfarm i byn Rågetsböle på Åland.
Marken till gården köptes av Karl-Erik "Farmaren" Eriksson på 1930-talet. Han hade levt i USA och kom hem smått förmögen och byggde en rävfarm. Han födde upp så kallade svartpälsade rävar. Farmen finns avmålad av den åländske konstnären Ture Malmberg på en två meter bred tavla från 1935. Huset på gården byggdes 1939, med tre våningsplan och har en blandning av amerikansk och nordisk arkitektur. Husets stil ansågs vara speciell, varav Eriksson sålde kopior på ritningarna. På grund av detta finns idag 4 villor med Högbacka som förebild.
Bolaget inom vilket rävfarmen sköttes hette Finströms Pälsgård. Karl-Erik Eriksson var direktör för bolaget. Pälsarna såldes på nordiska skinauktioner i Finland, Sverige och Norge. Före krigsutbrottet 1939 såldes även pälsar till London Fur Sales Ltd och C.M. Lampson & Co i England. Under 40-talet var Eriksson en av initiativtagarna till att samla alla pälsfarmer i Finland under ett förbund, Finlands Pälsdjursuppfödares Förbund. Vidare var Eriksson också affärspartner med redare Gustaf Erikson.